# بلدرچین معمولی
بلدرچین معمولی (نام علمی: Coturnix coturnix) پرنده‌ای کوچکی از تیره قرقاولیان، راسته ماکیان‌سانان است. این گونه بومی آسیا، اروپا و آفریقا است و تنها گونهٔ بلدرچین بومی ایران است. بلدرچین‌های اهلی از این گونه نیستند و به گونه دیگری به نام بلدرچین ژاپنی تعلق دارند. شباهت ظاهری این دو گونه قابل توجه است اما صدای آنها متفاوت است.
بلدرچین‌ها جثهٔ کوچک و خپلی دارند و زندگی بر روی زمین را ترجیح می‌دهند. از دانه‌ها و نیز حشرات و دیگر جنبندگان کوچک تغذیه می‌کنند. بر روی زمین لانه می‌سازند و بر پروازهای کوتاه و سریع قادرند. در بهار بیشتر از سوسک علفزار، حشرات و مورچه تغذیه می‌کنند. این غذای پر پروتئین انرژی از دست رفته در طول مهاجرت طولانی را جبران و انرژی لازم برای تولیدمثل را تأمین می‌کند. در بقیه سال دانه‌ها قسمت اعظم خوراک او را تشکیل می‌دهد.

## ویژگی‌ها
این پرنده خپل و کره‌ای شکل است و تا حدود ۱۶ تا ۱۸ سانتیمتر رشد می‌کند. یک نوار سفید در بالای چشم دارد. تفاوت بلدرچین نر و ماده در پرهای سینه‌شان است که برای نرها حنایی‌رنگ و ماده‌ها خرمائی سوخته (خاکستری با نقاط سیاه‌رنگ) می‌باشد. جنس ماده بالغ سنگین‌تر از جنس نر است. وزن نر ۸۵ تا ۱۱۰ گرم و وزن ماده ۹۰ تا ۱۲۰ گرم است. بلدرچین با توجه به این‌که پرنده‌ای مهاجر است برخلاف دیگر ماکیان‌سانان بال‌های بلندی دارد که طول آن‌ها به ۳۲ تا ۳۵ سانتیمتر می‌رسد.

## تولید مثل

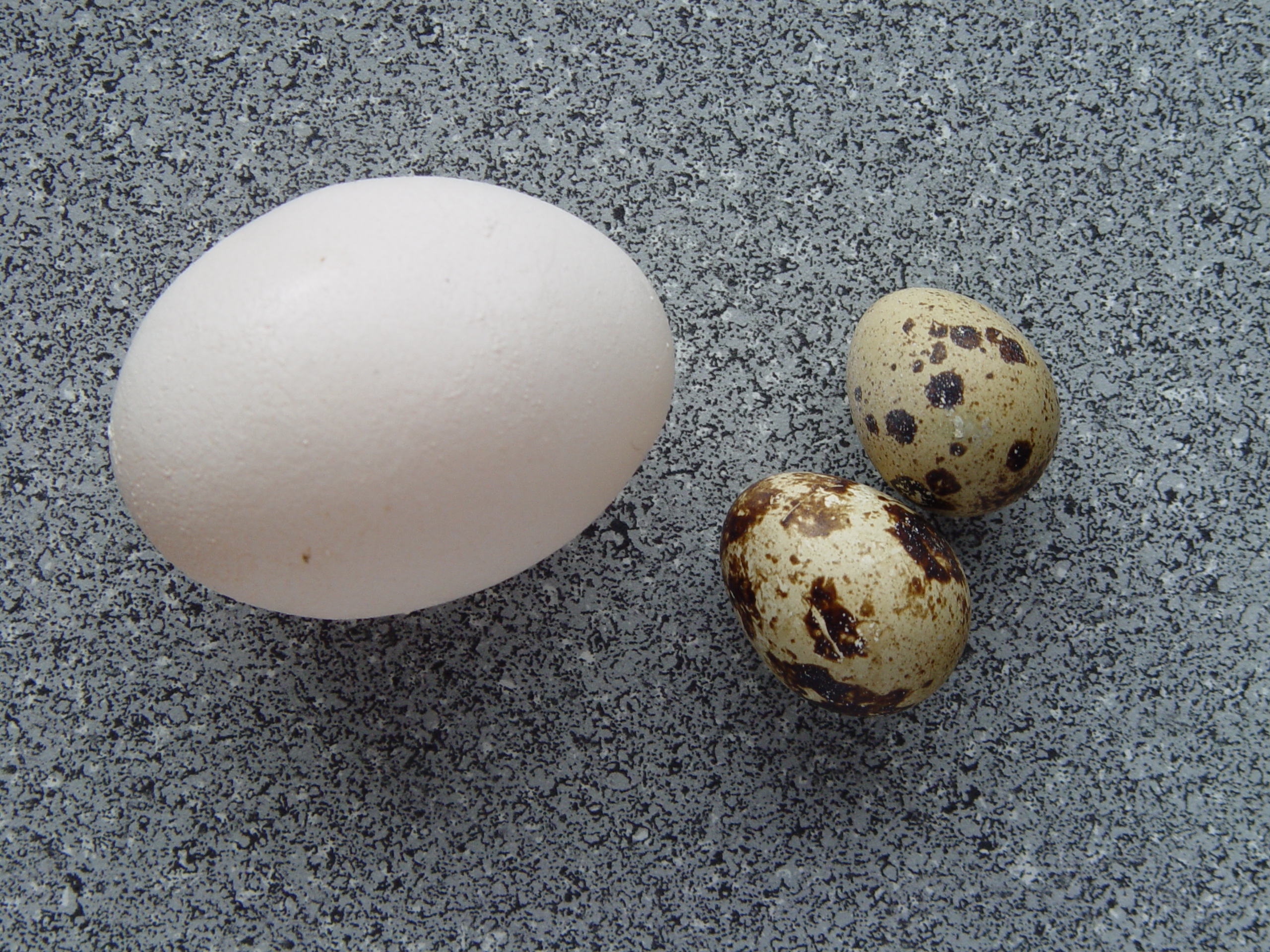
دو عدد تخم بلدرچین در کنار یک تخم مرغ

فصل زاد و ولد بر حسب موقعیت و مکان متفاوت است. بلدرچین‌های نر زودتر مهاجرت بهاری را آغاز کرده و برای خود قلمرویی انتخاب می‌کنند و پرنده ماده یک نر را به همسری انتخاب می‌کند. آنها لانه‌ای را بین علف‌های صخیم می‌سازند. بلدرچین ماده بین ۶ تا ۱۸ تخم بر روی زمین می‌گذارد و ۱۶ تا ۲۰ روز بر روی تخم می‌خوابد. پرنده نر در خوابیدن روی تخم‌ها مشارکت نمی‌کند. تخم بلدرچین کوچک است و بین ۱۵ تا ۱۸ گرم وزن دارد، سفید رنگ با خال‌های سیاه، قهوه‌ای و حتی آبی می‌باشد. جوجه‌ها در سه هفتگی می‌توانند پرواز کنند و در دو ماهگی توانایی مهاجرت را دارند.

## پراکندگی
بلدرچین معمولی در تابستان در نقاط مختلف آسیا و اروپا از چین گرفته تا اروپای غربی حضور دارند و شمالی‌ترین مرز پراکنش آنها در جنوب اسکاندیناوی و ایسلند است. در تابستان به آفریقا و برخی نقاط جنوب آسیا مهاجرت می‌کنند. بلدرچین‌ها در سراسر ایران در بهار و تابستان دیده می‌شوند و معدودی از آنها زمستان‌ها در زمین‌های کم‌ارتفاع سراسر ایران باقی می‌مانند.
آنها در علفزارها و نقاط کوهپایه‌ای و مزارع کشاورزی و هر جایی که غذای کافی شامل حشرات و دانه‌های پرانرژی باشد، حضور دارند اما به دلیل استتار بسیار عالی مشاهده آنها دشوار است.
بلدرچین‌ها برخلاف اکثر پرندگان مهاجر برنامه مهاجرت دقیقی ندارند. ممکن است برخی از آنها مهاجرت نکنند یا مقصد سفرشان از سال گذشته متفاوت باشد.
جمعیت جهانی این پرنده بین ۳۵ تا ۳۰۰ میلیون برآورد می‌شود.

## تاریخ
شکار بلدرچین با توجه به پراکندگی زیاد و فراوانی نسبی در غرب آسیا و اروپا و شمال آفریقا بسیار رایج بوده‌است و هنوز هم در مسیرهای مهاجرت خود در سواحل مدیترانه به صورت گسترده‌ای شکار می‌شود. آسانی شکار این پرنده که قادر به پروازهای طولانی نیست هم دلیل دیگری بر انتخاب این پرنده از سوی شکارچیان است.
این پرنده به روایت عهد عتیق (سِفْرِ خروج ۱۳:۱۶، سفر اَعداد ۳۱–۳۳:۱۱) بلدرچین یکی از مائده‌های آسمانی بود که یهوه برای اسرائیلیان سرگردان پس از مهاجرت از مصر فرو فرستاد. به این موضوع در قرآن (بقره: ۵۷، اَعراف: ۱۶۰ و طه: ۸۰) نیز اشاره شده‌است. این پدیده با توجه به مهاجرت بلدرچین‌ها از منطقه مدیترانه قابل تبیین است. این پرنده‌ها هر سال بهار در گله‌های پرشمار از مسیر صحرای سینا از آفریقا به اروپا و آسیا مهاجرت می‌کنند و در پائیز مسیر رفته را بازمی‌گردند. از آن‌جا که این پرندگان در ارتفاع بسیار کم پرواز کرده و خیلی زود خسته می‌شوند و بر زمین می‌نشینند، به راحتی شکار می‌شوند.
ملکه بریتانیا جین سیمور همسر هنری هشتم در سال ۱۵۳۷ وقتی ادوارد ششم پادشاه آینده را باردار بود ویار سیری‌ناپذیری برای خوردن بلدرچین پیدا کرده بود تا جایی که درباریان و دیپلمات‌ها موظف به تأمین مقادیر کافی بلدرچین برای علیاحضرت شده بودند.